# Foreign Intelligence Surveillance Act
Il Foreign Intelligence Surveillance Act (in acronimo FISA, traducibile in lingua italiana come Legge per la sorveglianza sull'intelligence straniera) è un atto normativo degli Stati Uniti d'America.

## Storia
Fu emanato nel 1978 in seguito dello scandalo Watergate in cui era coinvolto il presidente Nixon, accusato di intercettazioni illegali. L'atto è stato modificato dallo USA Act (facente parte dello USA PATRIOT Act) nel 2001, dopo gli attentati dell'11 settembre 2001, soprattutto per comprendervi previsioni in materia di terrorismo, al fine di poter colpire anche gruppi non esplicitamente sostenuti da Stati stranieri.

## Contenuto
Esso detta le procedure per la sorveglianza fisica ed elettronica e per la raccolta delle informazioni di intelligence straniera (foreign intelligence information) messe in atto da potenze straniere (foreign powers) negli USA.
I sottocapitoli del FISA dettano norme in materia di:
- sorveglianza elettronica e fisica;
- uso di Pen Registers (un apparecchio elettronico che registra tutti i numeri chiamati da una linea telefonica) e di apparecchi Trap & Trace per scopi relativi ad attività di intelligence all'estero;
- accesso a determinate informazioni economiche per scopi relativi alle intelligence straniere.